# La Ferrassie
La Ferrassie ist eine archäologische Fundstätte westlich von Les Eyzies im Département Dordogne in Frankreich und gehört zum Umkreis der Frankokantabrischen Höhlenkunst. Unter dem Felsdach des Abris wurden Schichten mit Artefakten des Micoquien, Moustérien, Aurignacien und Gravettien gefunden. Von großer Bedeutung für die Erforschung des Neandertalers ist insbesondere das sehr gut erhaltene Fossil La Ferrassie 1, das Skelett eines rund 50 Jahre alten Mannes, der hier vor annähernd 50.000 Jahren bestattet wurde, ferner Hinweise auf Begräbnisrituale.

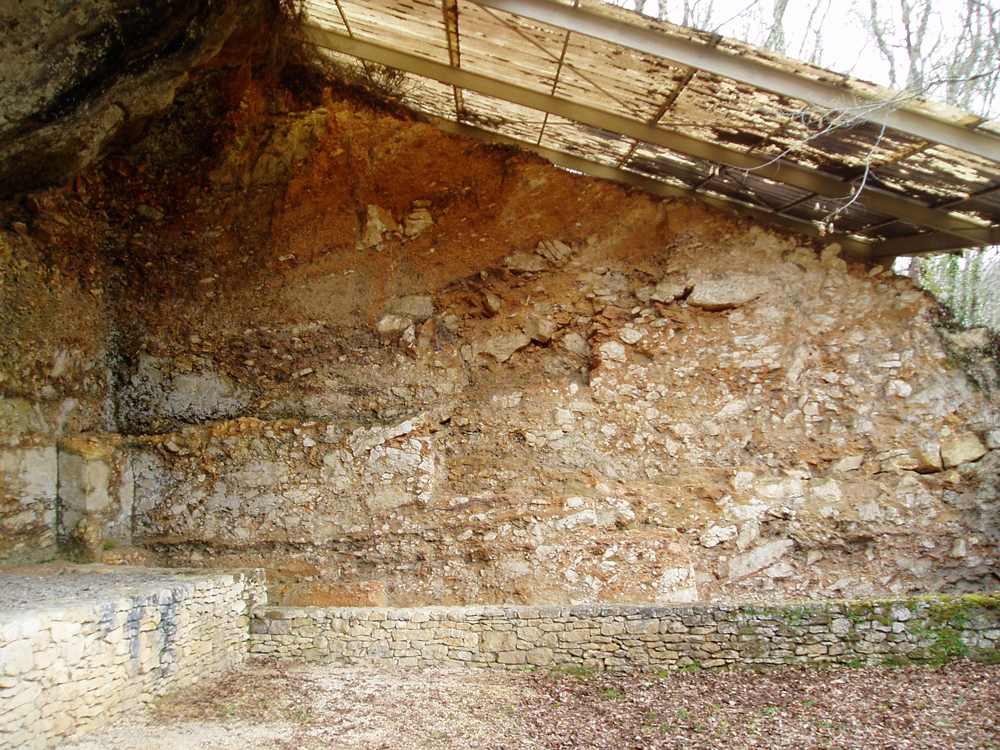
Referenzprofil von La Ferrassie im Jahr 2005

## Geschichte
Die Fundstätte wurde gegen Ausgang des 19. Jahrhunderts beim Ausbau der D 32 zufällig entdeckt. Sie zog sehr schnell das Augenmerk von Liebhabern der Ur- und Frühgeschichte auf sich, so beispielsweise Denis Peyrony, der hier seit 1896 zusammen mit Louis Capitan Grabungen unternahm. Zwischen 1909 und 1921 stieß Peyrony auf mehrere Grabmäler mit Neandertalern. Capitan erwarb 1923 die Fundstätte, um sie später dem französischen Staat zu vermachen. Zur Verfeinerung der stratigraphischen Abfolge unterzog Henri Delporte La Ferrassie zwischen 1968 und 1973 einer minutiösen Nachuntersuchung.

## Lagebeschreibung
La Ferrassie gehört zur Gemeinde Savignac-de-Miremont und liegt in einem kleinen Seitental des Vézère etwa 5 Kilometer nördlich von Le Bugue. Die Stätte weist drei verschiedene Fundplätze auf, eine Höhle, einen kleinen Abri und den großen, berühmt gewordenen Abri. Der große Abri ist nach Süden ausgerichtet und befindet sich neben der D 32.
Zu Beginn der Grabungen war der große Abri mit einer 10 Meter dicken Sedimentfolge vollkommen verfüllt. Gegen Ende der Arbeiten hatte Peyrony 100 Quadratmeter freigelegt und die Felswand erreicht. Er ließ für spätere Untersuchungen zwei Referenzprofile stehen, eines senkrecht und eines parallel zur Wand.

## Stratigraphie

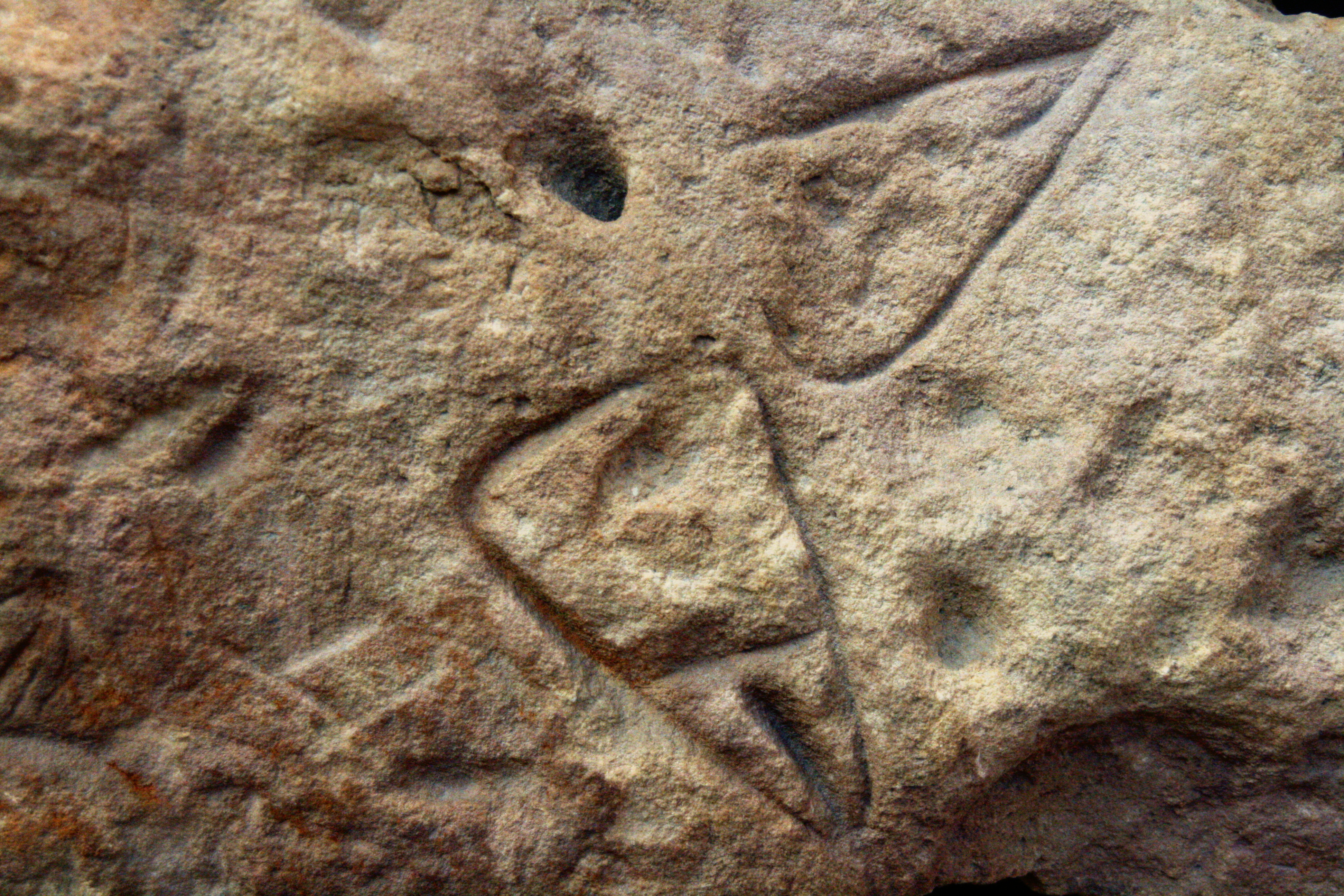
In einen Felsblock geritzte Vulva, La Ferrassie

Die etwa 10 Meter mächtige Abfolge enthält Lagen aus dem Mittelpaläolithikum und dem Jungpaläolithikum. Sie war von entscheidender Bedeutung für die Definition der einzelnen Steinwerkzeugsindustrien des Jungpaläolithikums (Châtelperronien, Aurignacien und Gravettien).
Die an der Basis entdeckten Industrien wurden zur Typlokalität für das Moustérien des Ferrassie-Typs, einer Fazies des Mittelpaläolithikums, charakterisiert durch relativ dünne Abschläge in Levalloistechnik, zahlreiche Schaber und Spitzen, relativ seltene gezähnte Klingen und das Fehlen von Faustkeilen. In diesen Lagen des Moustériens fanden sich die Neandertaler (siehe unten).
Auf das Moustérien folgen einige Lagen, die bereits dem Châtelperronien zugeschrieben werden, überdeckt von einem bedeutenden Niveau aus dem Aurignacien, das wie folgt unterteilt werden kann (von oben nach unten):
- Aurignacien II – rautenförmige Pfeilspitzen, gekrümmte Bohrer und erstmaliges Auftreten von Ritzzeichnungen auf Steinblöcken (mit vorrangiger Darstellung weiblicher Geschlechtsorgane).
- Aurignacien I – Pfeilspitzen mit gespaltener Basis, kielförmige Kratzer und abgeschnürte Klingen.
- Aurignacien 0.

Gekrönt wird die Abfolge von mehreren Lagen aus dem Gravettien.

## Funde

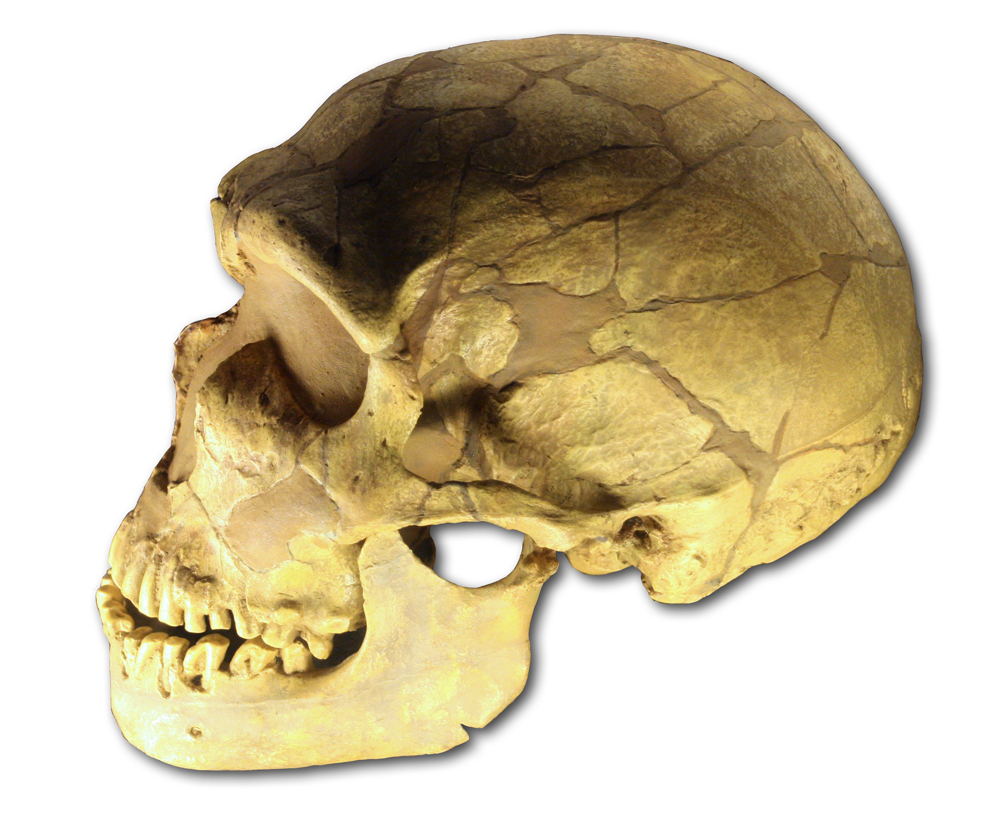
Schädel des Neandertalers La Ferrassie 1

Ursprünglich sieben Skelette von Neandertalern (1 Mann, 1 Frau, 4 Kinder und ein Fötus) in der Schicht des Moustérien bilden das prähistorische Gepräge dieses Platzes, da sie die ältesten Neandertalerbestattungen in Europa darstellen. Die Erwachsenen – ein rund 50 Jahre alter Mann aus der Epoche vor 54.000 bis 40.000 Jahren und eine 25 bis 35 Jahre alte Frau – lagen in Ost-West-orientierten Gräben Kopf an Kopf am Westende. Etwas weiter rechts lagen ein etwa zehnjähriges Kind sowie ein Fötus und ein vielleicht 15 Tage altes Neugeborenes, ebenfalls in Gräben beigesetzt.
Am Vorderrand der Grotte befanden sich drei leere Gräben, dahinter acht Tumuli. Unter einem dieser Hügel war ein etwa sieben Monate altes Kleinkind begraben. Im rechten Teil des Abris wurden sechs große Vertiefungen entdeckt, in einer befanden sich die Überreste eines dreijährigen Kindes. Den Schädel dieses Kindes hatte man abgetrennt, unter einer Steinplatte mit Schälchen deponiert. Er gilt daher als ältester Schalenstein und möglicher Beleg für Menschenopfer bei den Neandertalern.
Henri Delporte schließlich brachte während seiner Arbeiten hinter den Erdhügeln noch ein weiteres, zweijähriges Kleinkind, ans Tageslicht.
Neben den Skelettfunden wurden ferner die bereits angesprochenen Gravierungen sowie Reste von Malereien entdeckt.
Im oberen Teil der Schichtenfolge stieß man dann auf kulturelle Hinterlassenschaften und Menschenreste des Cro-Magnon-Menschen. Die Stratigraphie von La Ferrassie war daher gleichsam bedeutend für die Stufengliederung des Aurignacien.
1979 wurde im Bereich der Fundstätte La Roche à Pierrot bei Saint-Césaire in Westfrankreich der Bestattungsfund eines Neandertalers (Saint-Césaire 1) gemacht – mit aus Muscheln hergestellten Perlen als Beigabe. Bereits länger bekannte Bestattungen, sämtlich unter Abris, stammen von La Chapelle-aux-Saints, Le Moustier und Le Régourdou.

## Geologie
Die sedimentäre Abfolge in La Ferrassie lieferte neue Hinweise für die in Südwestfrankreich während des Ausgangs des Marinen Isotopenstadium MIS3 und des Beginns von MIS2 herrschenden, kontinentalen Umweltbedingungen. Es lassen sich zyklische Sedimentfolgen unterbrochen von Bodenhorizonten erkennen, die möglicherweise Dansgaard-Oeschger-Klimazyklen zuzuordnen sind. Generell verlieren die Bodenhorizonte zum Hangenden an Mächtigkeit, dafür gewinnen anorganische Sedimentation und Frostphänomene zusehends an Bedeutung. Zwischen 38.129 und 32.322 Jahren v. Chr. (35.000 bis 30.000 Radiokohlenstoffjahre) entstanden im Liegenden Cambisole, die mit bedeutenden Tonverwitterungsprozessen und Dekalzifizierung zu assoziieren sind. Die Cambisole werden dann im Zeitraum 32.322 bis 30.524 v. Chr. (30.000 bis 28.000 Radiokohlenstoffjahre) durch einfache, karbonatreiche Humuslagen abgelöst. Zu Beginn von MIS2 um 25.600 v. Chr. kommt es zu einem fundamentalen Wechsel in der Hangschuttbildung: die vormaligen Schuttakkumulationen, verursacht durch eine intensive Lessivierung aufgrund von Schneefall, weichen jetzt mit Steinschutt umgürteten Solifluktionsloben, wie sie für halbwüstenartige, periglaziale Bedingungen bezeichnend sind.